# Jihyo
Jihyo, pseudonimo di Park Ji-hyo (박지효?, 朴志效?, Bak Ji-hyoLR, Pak ChihyoMR; Guri, 1º febbraio 1997), è una cantante sudcoreana.
È leader del girl group sudcoreano Twice, formato dalla JYP Entertainment nel 2015.
Nell'agosto 2023 ha pubblicato il suo extended play, Zone, che ha raggiunto il primo posto nella Circle Album Chart con mezzo milione di copie vendute nella prima settimana. Il singolo principale, Killin' Me Good, è entrato in classifica in cinque classifiche digitali in tutto il mondo. 

## Biografia

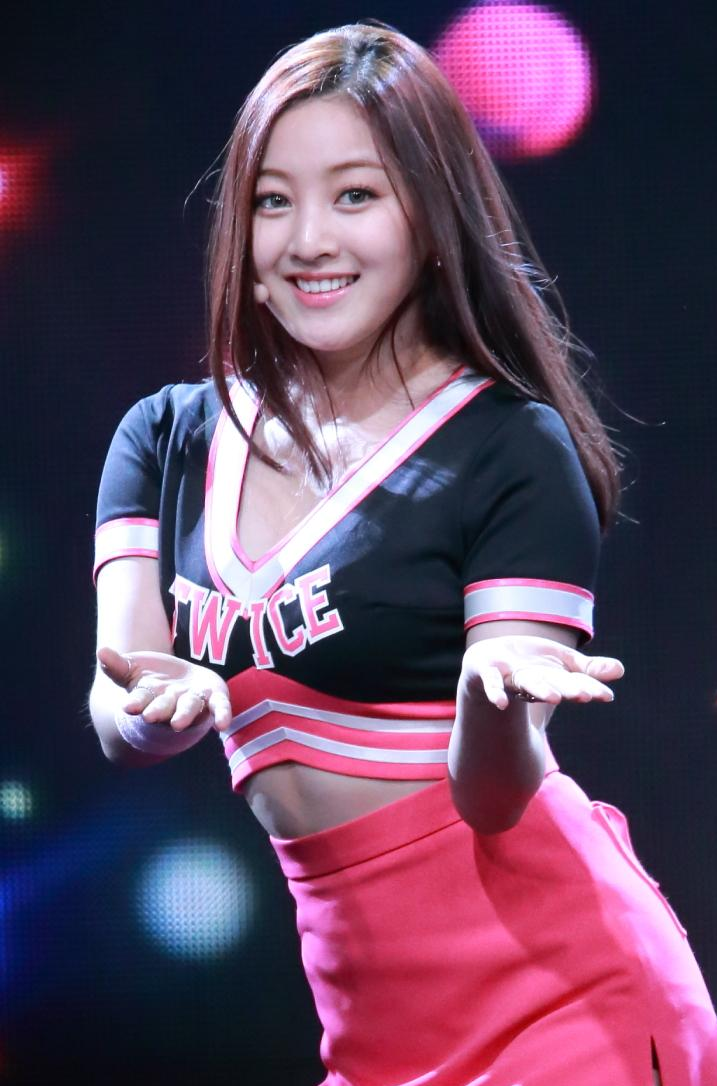
Jihyo nel 2015 ai Golden Glove Awards.

Dopo aver partecipato al programma televisivo Sixteen, nell'ottobre 2015 ha debuttato ufficialmente con il gruppo Twice, delle quali è leader, con la pubblicazione dell'EP The Story Begins.
Nel marzo 2022 ha pubblicato il suo primo brano da solista Stardust Love Song, per la colonna sonora del drama Venticinque e ventuno. Un secondo brano dal titolo I Fly è stato inciso per il drama Today's Webtoon. Nel mese di novembre pubblica un terzo brano, dal titolo A Strange Day, per la serie TV Summer Strike.

## Discografia

### EP
- 2023 – Zone

### Singoli
- 2023 – Killin' Me Good